# Municipio de Clark (condado de Douglas)
El municipio de Clark (en inglés: Clark Township) es un municipio ubicado en el condado de Douglas en el estado estadounidense de Dakota del Sur. En el año 2010 tenía una población de 116 habitantes y una densidad poblacional de 1,6 personas por km².

## Geografía
El municipio de Clark se encuentra ubicado en las coordenadas 43°23′30″N 98°38′9″O / 43.39167, -98.63583. Según la Oficina del Censo de los Estados Unidos, el municipio tiene una superficie total de 72.48 km², de la cual 71,85 km² corresponden a tierra firme y (0,87 %) 0,63 km² es agua.

## Demografía
Según el censo de 2010, había 116 personas residiendo en el municipio de Clark. La densidad de población era de 1,6 hab./km². De los 116 habitantes, el municipio de Clark estaba compuesto por el 100 % blancos. Del total de la población el 0 % eran hispanos o latinos de cualquier raza.